# Црква Покрова Пресвете Богородице на Нерљу
Црква Покрова Пресвете Богородице на Нерљу (рус. Храм Покрова Пресвятой Богородицы на Нерли) је храм Руске православне цркве у близини села Богољубово у Владимирској области. Храм је саграђен од белог камена на обали реке Нерљ је прозрачна и лагана сакрална грађевина. Ова црква, која је од 1992. године уврштена на Унескову листу нематеријалног културног наслеђа света, непрестано привлачи путнике из целе Русије. 

## Положај
Црква Покрова Пресвете Богородице се налази 1,5  од села Богољубово, на Богољубовскoj ливади, посебно заштићеном природном подручју и историјском и пејзажном комплексу од регионалног значаја, у близини некадашње резиденције кнеза Андреја Богољубског, усред плавне равнице, на ушћу Нерља у Кљазму, у сливу Волге.

## Историја
Иако је званично наведено да је ова црква подигнута највероватније 1165. или 1166[[.]] године поред главне резиденције кнеза Андреја Богољубског, постоје и подаци да је храм подигнут већ 1158. године.
Црква је освећена у част празника Покрова Пресвете Богородице, у знак очувања и обележавања успомене на спас Цариграда у 10. веку. Према предању, у градском храму који су опседали Сарацени, свети Андреј и његов ученик блажени Епифаније видели су међу народом и саму Богородицу, која је спасла Цариград од непријатеља. У част овог чудесног спасења, Андреј Богољубски је освештао ову цркву од белог камена. Иако се уврежило мишљење да је црква освећена у част празника Покрова Пресвете Богородице, нема поузданих извора који говоре о успостављању овог празника у Русији средином 12. века. Како се у предмонголским хроникама наводи да је црква била посвећена, без назнаке коме или чему, и да се први помен о празнику Покрова Пресвете Богородице датира из 13. века, посвећење цркве овом празнику могло би бити установљено и касније. а у овом случају црква је првобитно могла имати неку другу посвету.
Место за изградњу цркве изабрао је лично кнез Андреја Богољубски на месту где се река Нерљ спаја са Кљазмом, на плавној ливади, на раскрсници водених трговачких путева. Како је место плавно, занатлије су морале да уложе значајан напор и подигну мало брдо како би се црква спасла од пролећних поплава. Висина насутог брда достиже 3  од нивоа околног земљишта, а површина око 23 . У периоду када се река излива из корита, може се посматрати како се белокамени храм уздиже на малом острву и огледа се у мирној површини воде. Једини начин да се дође до цркве у овом тренутку је чамцем.
Према легенди садржаној у Житију Андреја Богољубског, бели камен за изградњу цркве донет је из бугарског краљевства које је освојио кнез. Међутим, ову легенду побијају како историјске чињенице, тако и резултати петрографских анализа белог камена коришћеног за изградњу цркве.
У почетку, Покровска црква је била саборни храм малог манастира, који је имао зидине од белог камена. Крајем 16. века овај манастир се помиње међу патријаршијским кућним манастирима, у другој половини 17. века за кратко време доживљава процват, да би 1764. године био укинут. Године 1784, због мале рентабилности Покровске цркве, игуман манастира Богољубов, коме је црква била додељена, добио је дозволу да демонтира храм и грађевински материјал искористи за изградњу манастирског звоника. Међутим, недостатак средстава је одложио почетак радова. На старој каменој куполи је 1803. године подигнута лучна купола са гвозденим премазом, што је већином и изглед цркве данас.

### Првобитни изглед цркве
Нема поузданих информација какав је био првобитни изглед цркве. У протеклим вековима, на овим просторима су више пута вршена археолошка истраживања, где је историчар архитектуре Николај Артлебен извршио инспекцију храма и оближњог земљишта. На 2,5  од зидова цркве, у земљи су тада пронађени остаци конструкције од белог камена, што је навело Артлебена да закључи да би то могли бити фрагменти храма.
Истраживања је спровео и Николај Вороњин у 20. веку, који је у оквиру великих ископавања такође открио остатке храма од белог камена.
Упркос разним опцијама реконструкције и обиљу мишљења и спорова око првобитног изгледа, садашњи изглед храма са својим архитектонским карактеристикама привлачи не само путнике из Русије, већ и из целог света.

## Архитектура
Архитекте су се приликом градње цркве суочиле са тешким задатком: градилиште се налазило у поплавној равници, па је било неопходно заштитити храм од воде. Зато су подигнути темељни зидови високи четири метра прекривени земљом. Формирано је и вештачко брдо, обложено каменим плочама, на коме је црква стајала као на неком постољу .
Камен за изградњу, по свему судећи, ископан је у околини Москве у подземним  наслагама кречњака које се делимично издижу на површину, попут неке вене, која се протеже од притоке Кљазме код Москве до средњег тока Оке.  
Процес изградње је почео набавком грађевинског материјала, затим су мајстори на лицу места ископали темељне јарке по ободу и осовинама стубова, до дубине копненог тла. Верује се да су белокамене грађевине имале тракасти темељ, положен не у јаму, већ у јарцима, који су били испуњени блоковима громада, калдрме, фрагментима кречњака и туфа и испуњени малтером. Зидови и сводови грађени су прво од козе, а са повећањем висине од дрвених скела. За кровове су користили тес, али можда и оловне даске. Куполе у облику шлема биле су прекривене црвеним арапским бакром са позлатом. Није познато какав је био поклопац главе Покровске цркве у античко доба, али је њен облик, како сугеришу истраживачи, био близак шлемастом. У прозоре цркава од белог камена уметнути су дрвени прозори.
Храм је грађевина крстокуполног типа и јасан је пример отелотворења лепоте кроз једноставност: уздржаност линија, хармонију и отменост. Храм је украшен једном куполом,  са лучно-стубним појасевима и перспективним порталима.  Ако се добро погледа на фасади цркве могу се видети резбарени портали и занимљиве скулптуре - карактеристични елементи за Владимирско-Суздаљску школу, о чему говори и овај цитат...„А онда је Андреј Богољубски рекао занатлијама,  да на зидовима буду неке животиње, и наше биље, и слатка и лепа лица. А мајстори су правили прекоморске насмејане лавове, смешне мајмуне, домаће вијуге и лица њихових жена и невеста са плетеницама. А „ноге“ Покрова нека буду птичје, са четири ексера, као да је ова купола сишла са самог неба.
Зидови цркве су строго вертикални, али захваљујући изузетно добро утврђеним пропорцијама, изгледају нагнути према унутра, чиме се постиже илузија веће висине грађевине. У унутрашњости се препонски стубови сужавају нагоре, што, упркос малој величини слепоочнице, ствара додатни осећај „висине” унутрашњости. 
Поделе северног и јужног зида храма су асиметричне, источне завесе су веома уске. Међутим, збир избочина бочних апсида и ширине источних делова зидова готово је једнак ширини средњих делова зидова, захваљујући чему композиција храма изгледа уравнотежено када се посматра са било које стране. Унутрашњим лопатицама одговарају вишеструки пиластри са полустубовима на спољној страни зидова цркве Покрова на Нерлу . Њихова укупна дебљина је око један и по пута шира од зидова, што ствара врло јасан конструктивни „цртеж” храма. 
Оригинални унутрашњи мурали храма су потпуно изгубљени (срушени током обнове 1877. године). Зидови цркве украшени су резбареним рељефима. Централна фигура у композицији три фасаде храма је цар Давид Псалмопојац , који седи на престолу, држи псалтир у левој руци, десном благосиља са два прста.  
Префињеност пропорција и укупну хармонију храма примећују многи истраживачи; често се Покровска црква назива најлепшим руским храмом . На пример, Игор Грабар га је сматрао не само „најсавршенијим храмом створеним у Русији, већ и једним од највећих споменика светске уметности“.

## Статус
Црква Покрова Пресвете Богородице на реци Нерл која је тренутно  Покровска црква подворје Богородичиног манастира Владимирске митрополије Московске патријаршије,  уписана је од 1992. године  на Унескову листу нематеријалног културног наслеђа под називом „Белокамени споменици Владимира и Суздаља“... јер на прави начин крунише кратак, али изузетно плодан урбанистички период Андреја Богољубског...и својом... савршеном лепота, тајанственом дубином рељефа, споменом и црквено-историјским значењем - толико тога спаја у овом малом, усамљеном храму више од осам векова.
Богољубовска ливада, на којој се налази црква, данас је посебно заштићено природно подручје и историјски и пејзажни комплекс од регионалног значаја.
Црквом заједнички управљају Руска православна црква и Владимир-Суздаљски музеј-резерват. Храм је подворје Богородичиног-Рождественог манастира Владимирске митрополије.